# Józef Bałzukiewicz

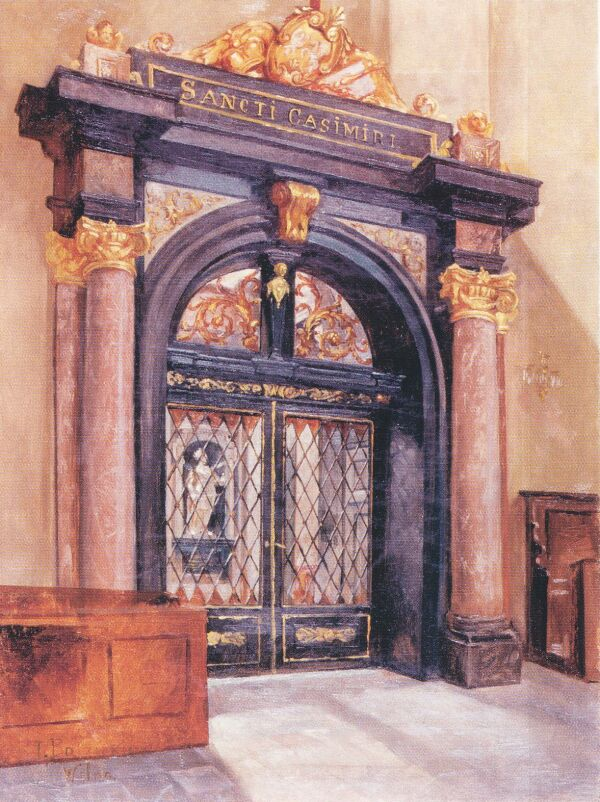
Kaplica św. Kazimierza w katedrze wileńskiej, 1912

Józef Bałzukiewicz (ur. 1 kwietnia 1867 w Wilnie, zm. 11 lutego 1915 tamże) – polski malarz.

## Życiorys
Urodził się w rodzinie wileńskiego grawera Wincentego Bałzukiewicza. Był starszym bratem rzeźbiarza Bolesława Bałzukiewicza i malarki Łucji Bałzukiewicz.
Początkowo uczył się w Wileńskiej Szkole Rysunkowej Iwana Trutniewa. W latach 1887—1893 studiował na petersburskiej Cesarskiej Akademii Sztuk Pięknych u profesora Bogdana Willewaldego. Jego prace studenckie przyniosły mu kilka medali, w tym wielki medal srebrny (1893). Po ukończeniu studiów przez trzy lata pracował jako nauczyciel rysunku w Czerepowcu w Rosji.
W roku 1897 powrócił do Wilna. Uczył na bezpłatnych kursach rysunku Józefa Montwiłła. Później założył własne wieczorne kursy rysunku. Był jednym z członków założycieli Wileńskiego Towarzystwa Artystycznego i uczestniczył w wystawach tegoż Towarzystwa.
Uprawiał malarstwo religijne, pejzażowe, portretowe, rodzajowe. Oprócz malarstwa olejnego posługiwał się tuszem, akwarelą i pastelami. Zajmował się również konserwacją malarstwa, m.in. obrazów Szymona Czechowicza w kościele św. Rafała w Wilnie.
Został pochowany na cmentarzu na cmentarzu Na Rossie w Wilnie. Pomnik na grobie wzniesiono w roku 1925 według projektu jego brata, rzeźbiarza Bolesława Bałzukiewicza.
Obecnie jego dzieła znajdują się w muzeach Litwy oraz w kościołach Wileńszczyzny.